# Xocolata (pel·lícula de 1988)
Xocolata (títol original en francès, Chocolat) és una pel·lícula francesa, dirigida per Claire Denis, estrenada el 1988. És la primera pel·lícula d'aquesta directora, després d'anys de col·laboració com a primera assistent de directors de prestigi, com Wim Wenders, Jim Jarmusch i Costa-Gavras.

## Argument
France torna, 20 anys després, al Camerun, on es va criar quan era nen i recorda. El seu pare, comandant d'una posició a Mindif al nord, tracta d'organitzar tan bé com pot la presència colonial francesa. La seva jove dona viu difícilment Àfrica, inclosa la seva feina de mestressa de casa, tot i que assistida per Proteus, un "noi" educat i intel·ligent que pateix dignament la situació del seu poble. France, la seva filla de 5 anys, molt a prop de Proteus, observa el país amb sensibilitat, i els homes que canvien. Tensions i desitjos en una Àfrica que viu els seus últims moments del colonialisme.

## Repartiment
- Giulia Boschi: Aimée Dalens
- Isaach de Bankolé: Proteus
- François Cluzet: Comandant Dalens
- Cécile Ducasse: France (nena)
- Mireille Perrier: France (adulta)
- Jacques Denis: Joseph Delpich
- Didier Flamand: Capità Védrine
- Laurent Arnal: André Machinard
- Jean-Claude Adelin:
- Jean Bededieb:
- Jean-Quentin Châtelain:
- Emmanuel Chaulet:

## Nominacions
- 1988 Palma d'Or al Festival Internacional de Cinema de Canes
- 1989 César a la millor primera pel·lícula.